# Teodoro (arquiatro)
Teodoro(em grego: Θεόδωρος; romaniz.: Theódoros; em latim: Theodorus) foi um arquiatro (médico) bizantino do século VI, ativo durante o reinado do imperador Maurício, conhecido a partir de menções na correspondência do papa Gregório I (r. 590–604).

## Vida

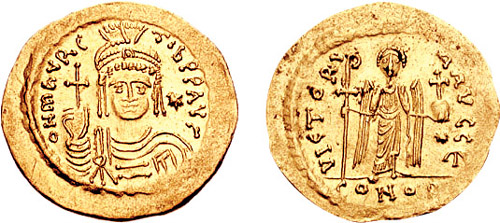
Soldo de Maurício r.

Teodoro vivia em Constantinopla. Entre 593 e 597, foi destinatário de três epístolas de Gregório (III.64 de agosto de 593, V.46 de junho de 595 e VII.25 de junho de 597) que atestam que servia na corte como arquiatro (médico) pessoal do imperador Maurício. As cartas atestam que era homem gloriosíssimo, indicando que era senador, e prefeito honorário. Por gozar do privilégio de acessar os aposentos do imperador, em 593 Gregório solicitou que intercedesse a respeito de uma nova lei que proibia que oficiais e soldados se tornassem monges. Em 595 e 597, Teodoro enviou dinheiro à Itália para custear a soltura de pessoas capturadas pelos lombardos. Também em 595, Gregório o repreendeu por permitir que assuntos seculares e deveres cerimoniais interferissem na rotina diária da leitura da escrituras.